# Calospila pelarge
Calospila pelarge is een vlindersoort uit de familie van de prachtvlinders (Riodinidae), onderfamilie Riodininae.
Calospila pelarge werd in 1878 beschreven door Godman & Salvin.